# Zapp (Magazin)

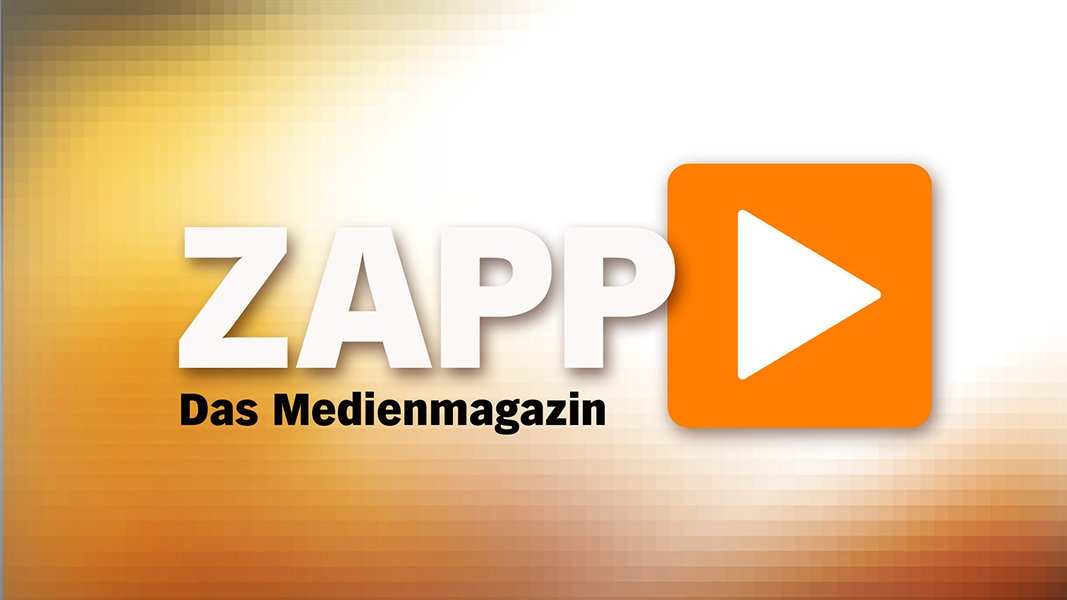
Ehemaliges Logo

Zapp (Untertitel: „Das Medienmagazin“) ist ein Medienmagazin im NDR Fernsehen. Das Magazin beschäftigt sich mit der journalistischen Arbeit und anderen Medien sowie deren Beeinflussung durch Dritte, wie beispielsweise der Wirtschaft, der Politik oder religiöser Gruppen, also mit Lobbyismus. Thematisiert werden etwa Schleichwerbung, „eingesperrte Journalisten“, „Medien schüren übertriebene Ängste“ oder „Frauen im TV-Geschäft“. Der langjährige Panorama-Chef Kuno Haberbusch war bis Sommer 2009 Leiter der Redaktion von Zapp. Anschließend führte der NDR-Journalist Steffen Eßbach über fünf Jahre die Abteilung. Von Februar 2016 bis zum 31. Januar 2023 hatte die Journalistin Annette Leiterer die Redaktionsleitung inne. Seitdem wird die Redaktion von Jochen Becker geleitet. Die aktuelle Teamzusammensetzung kann auf der Website von Zapp eingesehen werden.
Zapp wird mittwochs von 23:20 Uhr bis 23:50 Uhr im NDR ausgestrahlt und in 3sat, tagesschau24 und One wiederholt. Während der Zeit der Fußball-Europameisterschaft 2008 wurde die Sendung vorübergehend im Ersten gesendet. Im November und Dezember 2009 gab es weitere fünf Ausgaben im Ersten. Seit dem 21. November 2007 stellt der NDR ausgewählte Beiträge von Zapp (und auch von der Satire-Sendung extra 3) unter einer Creative-Commons-Lizenz online zur Verfügung. Alle Ausgaben von Zapp werden inzwischen auch auf dem eigenen YouTube-Channel veröffentlicht. Seit Anfang 2016 ist Zapp auch bei Facebook präsent. Mit der Ausgabe vom 20. März 2019 wurde die Sendung, als eine der letzten des NDR, auf HD umgestellt.
Seit 2021 wird die Sendung nur noch monatlich im NDR Fernsehen ausgestrahlt, womit sich der Hauptausstrahlungsweg ins Internet verlagert.

## Geschichte
Die Sendung startete am 14. April 2002 und wurde zunächst von Gerhard Delling moderiert. Vom 9. März 2003 bis November 2005 führte Caren Miosga durch die Sendung. Während ihrer Elternzeit wurde die Sendung zunächst in loser Abwechslung von Inka Schneider und Anja Reschke moderiert, danach hauptsächlich von Schneider, die in der Sendung vom 16. Dezember 2016 in der Abmoderation ihren Abschied von Zapp bekanntgab.
Am 8. August 2019 wurde bekannt gegeben, dass Anja Reschke die Moderation an Kathrin Drehkopf und Johannes Jolmes abgibt, die die Sendung künftig im Wechsel mit Schreiber moderieren werden.
Im Januar 2021 wurde bekanntgegeben, dass das Magazin zukünftig nur noch monatlich im NDR ausgestrahlt wird und die Internet-Kanäle (Mediathek, YouTube, soziale Medien) zum Hauptausstrahlungsort werden sollen. Die dortigen Beiträge sollen dann an jedem dritten Mittwoch im Monat in der Fernsehsendung, künftig alleinig von Kathrin Drehkopf moderiert, zusammengefasst werden.

## Moderatoren
- 2002: Tita von Hardenberg
- 2002: Dieter Moor
- 2002–2003: Gerhard Delling
- 2002–2019, Vertretung 2023: Anja Reschke[9]
- 2003–2005: Caren Miosga
- 2004–2016: Inka Schneider
- 2013–2018: Annette Leiterer
- 2017–2020: Constantin Schreiber[10][11]
- 2019–2020: Johannes Jolmes[9][4]
- seit Oktober 2019: Kathrin Drehkopf[9]

## Preise
- 2006 Otto-Brenner-Preis
- 2007 Deutscher Kritikerpreis
- 2007 Marler Fernsehpreis für Menschenrechte
- 2007 Axel-Springer-Preis für junge Journalisten
- 2008 Bert-Donnepp-Preis
- 2009 Sonderpreis des Weißen Rings[12] für „Winnenden aus Sicht der Opfer“
- 2009 IGMF-Medienpreis für „Heimliche SAT-Schüsseln im Iran“
- 2011 Medienethik-Award für „Die männliche Meinungsmacht in den Medien“
- 2011 Ludwig-Erhard-Förderpreis für Wirtschaftspublizistik für „Aktienbetrug – Journalisten unter Verdacht“